# حقل غاز خرونينجن
حقل غاز خرونينجن هو حقل غاز طبيعي ضخم بالقرب من سلوخترن في مقاطعة خرونينغن في الجزء الشمالي الشرقي من هولندا. تم اكتشافه عام 1959، وهو عاشر أكبر حقل غاز في العالم.

## التاريخ
بعد أن تم تكليف بئرين فاشلة سابقة للتنقيب عن النفط والغاز في 22 تموز 1959، وSlochteren 1 جيدا، والحفر على عمق 3,000 متر ()، اكتشف 2.8 تريليون متر مكعب ضخمة (100 على & nbsp ؛ تريليون قدم مكعب) حقل غاز في مسامية Rotliegend تشكيل الحجر الرملي، الذي هو 130 متر () إلى 140 متر () قالب:سميكة وحول طويلة من الشمال إلى الجنوب 25 كم طويلة من الشرق إلى الغرب. بدأ الحقل الإنتاج في عام 1963 وتنتج نحو 100 مليار متر مكعب (3570000000000 قدم مكعب) سنويا في العقد الأول من الإنتاج ولكن تدريجيا تراجع الإنتاج السنوي إلى نحو 35 مليار متر مكعب (1250000000000 قدم مكعب) سنويا. اعتبارًا من 2009 the Groningen gas field has produced around 1,700 billion cubic meters (60.7 trillion cubic feet) which represents 60% ofومن المتوقع أن تستمر لمدة 50 سنوات أخرى وتبلغ احتياطيات حقل ولكن 1100 مليار متر مكعب المتبقية (39300000000000 قدم مكعب).
يتم تشغيل حقل الغاز جرونينجن بواسطة Nederlandse Aardolie Maatschappij BV (NAM)، وهي مشروع مشترك بين رويال داتش شل وإكسون موبيل مع كل شركة تملك حصة 50٪. حسابات الحقل لمدة 50٪ من إنتاج غاز طبيعي في هولندا، ال 50٪ الأخرى يتم توفيره من قبل نحو 300 حقول الغاز الصغيرة، ومعظمهم من يقع بعيدا عن الشاطئ في بحر الشمال.

## مزيد من القراءة
- Stauble, A.J., and Milius, G., 1970, Geology of Groningen Gas Field, Netherlands, in Geology of Giant Petroleum Fields, AAPG Memoir 14, Tulsa: American Association of Petroleum Geologists, pp. 359–369.
- van der Voort, N. and Vanclay, F. 2015, “Social impacts of earthquakes caused by gas extraction in the Province of Groningen, The Netherlands”, Environmental Impact Assessment Review 50, 1-15. http://dx.doi.org/10.1016/j.eiar.2014.08.008